# Hidroliza
Hidroliza (iz grščine hydro = »voda« + lysis »ločitev«) je kemijska reakcija, pri kateri se določena spojina razcepi z vodo, pri čemer se v en del vgradi hidroksilna skupina, v drugi pa vodik; molekula vode se namreč tudi cepi, in sicer na vodikov kation (H+) in hidroksilni anion (OH−).
Hidrolitično se cepijo določeni polimeri; reakcijo po navadi katalizirajo bodisi kisline (npr. koncentrirana žveplova kislina – H2SO4) bodisi lugi (npr. natrijev hidroksid – NaOH).

## Soli šibkih kislin/baz
Če se v vodi raztopi sol šibke kisline ali šibkega luga. Voda spontano ionizira do hidroksilnih anionov in vodikovih kationov in tudi sol disociira do aniona in kationa. Npr. natrijev acetat v vodi disociira do natrijevega kationa in acetatnega aniona. Natrijevi kationi le v majhni meri reagirajo s hidroksilnimi ioni vode, medtem ko acetatni ioni reagirajo z vodikovimi kationi in tvorijo ocetno kislino. Posledično pride do relativnega prebitka hidroksilnih ionov in zato je pH take raztopine lužnat.
Vendar v normalnih razmerah redko pride do reakcije med vodo in organskimi spojinami. Na splošno je treba raztopinam dodati močno kislino ali bazo kot katalizator, da pride do hidrolize.

## Estri in amidi
S kislino oziroma bazo katalizirane hidrolitične reakcije so značilne tudi za amide in estre. Do hidrolize pride, ko nukleofil (npr. voda ali hidroksilni ion) napade ogljik v karbonilni skupini estra ali amida. V kislem okolju se karbonilna skupina protonira, kar olajša nukleofilni napad. Produkt hidrolize estrov in amidov je spojina s karboksilno skupino (ter amin pri amidih in alkohol pri estrih).